# Holger Begtrup
Holger Christian Begtrup (født 28. juni 1859 i Birkerød, død 5. maj 1937 i Hillerød) var en dansk teolog og højskolelærer.
Begtrup var søn af sognepræst E.W. Begtrup og Elisabeth f. Mathiesen, blev student 1876 fra Metropolitanskolen, cand.theol. 1880 og vandt Københavns Universitets guldmedalje 1883.
Han underviste ved Askov Højskole fra 1882 og grundlagde i 1895 Frederiksborg Højskole - i dag Grundtvigs Højskole Frederiksborg, som under hans ledelse blev en af de største i Danmark. Begtrup, der var en fremtrædende foredragsholder og flittig forfatter, tilegnede det meste af sit liv fuldførelsen af de grundtvigske tankelinjer. Fra hans arbejder kan nævnes: C. Berg, en dansk Politikers Udviklingshistorie (1896), Det danske Folks Historie i det 19. Aarhundrede (4 bind, 1909-14). Han udgav desuden Grundtvigs udvalgte Skrifter (10 bind, 1904-09) og tidskriftet Den danske Højskole (1901-04). 
Hans selvbiografi udkom i 1929.